# 리처드 윌리엄슨
리처드 윌리엄슨(Richard Nelson Williamson, 1940년 3월 8일~2025년 1월 29일)은 영국의 로마 가톨릭교회 주교이다. 가톨릭 전통주의자이다. 성 비오 10세회 소속 주교였으나 2012년 불순명을 이유로 제명당했다. 현재는 성 비오 10세회에서 이탈한 성직자들을 중심으로 조직된 마르셀 르페브르 사제회 소속 주교로 활동하고 있다.

## 생애
1940년 3월 8일 영국 잉글랜드 버킹엄셔 주에서 영국인 아버지와 유복한 미국인 어머니 사이에서 태어났다. 아버지는 영국의 패션 소매기업인 막스 앤 스펜서의 바이어였다. 영국의 사립 고등학교인 윈체스터 컬리지(Winchester College)에서 공부하고, 캠브리지 대학교의 클레어 컬리지에서 영문학을 전공했다. 대학 졸업 후 아프리카 가나의 대학교에서 잠시 학생들을 가르쳤으며, 1965년 영국으로 돌아와 1970년까지 런던의 사립 고등학교인 세인트 폴 학교(St Paul's School)에서 학생들을 가르쳤다.
리처드 윌리엄슨은 원래 성공회 신자였으나 1971년 가톨릭으로 회심했다. 회심 후 몇 달 동안 런던의 브롬튼 성당을 다니며 성소자로 있다가 브롬튼 성당을 떠났다. 떠난 후 성 비오 10세회에 가입하였으며, 스위스 에콘에 있는 성 비오 10세회 산하 신학교인 성 비오 10세 신학교에 입학했다. 1976년, 마르셀 르페브르 대주교에 의해 가톨릭 사제로 서품받았다. 사제로 서품받은 후 1983년부터 미국에 있는 성 비오 10세회 산하 신학교인 성 토마스 아퀴나스 신학교에서 학장으로 일했다.

## 주교성성과 파문
1988년 6월 30일 마르셀 르페브르 대주교는 리처드 윌러엄슨과 다른 세 명의 성 비오 10세회 소속 사제를 주교로 성성하였다. 주교성성은 교황청의 허락을 받지 않고 이루어졌으며, 같은 해 7월 2일 교황 요한 바오로 2세는 리처드 윌리엄슨을 포함해 6명을 파문했다.

## 주교 성성 이후
주교로 성성받은 후, 미국의 성 토마스 아퀴나스 신학교나 아르헨티나의 성모 마리아 신학교 등 성 비오 10세회 산하의 신학교들에서 학장을 역임했다. 성 비오 10세회 산하의 신학교 신학생들을 사제로 서품하고, 다른 가톨릭 전통주의자 단체의 신학교 신학생들을 사제로 서품하기도 했다. 하지만 2009년 그의 유대인 대학살에 대한 발언으로 파문이 일자, 성 비오 10세회의 총장상 베르나르 필레 주교는 리처드 윌리엄슨 주교를 성모 마리아 신학교의 학장에서 해임했으며 그 이후 리처드 윌리엄슨 주교는 신학교의 학장은 물론이거니와 성 비오 10세회 내에서 어떤 다른 직책도 맡지 못하게 되었다.

## 논쟁과 제명
2009년 1월, 교황 베네딕도 16세가 성 비오 10세회 소속 주교 4명의 파문을 철회한 이후 교황청과 성 비오 10세회간 완전한 일치를 위한 대화가 시작되었다. 리처드 윌리엄슨 주교는 이 대화가 제2차 바티칸 공의회 이전부터 내려온 가톨릭의 원칙과 이상을 훼손시킬 수 있다고 생각했으며 따라서 대화에 부정적이었다. 2012년, 성 비오 10세회의 총회 즈음해서 교황청과의 대화를 둘러싸고 단체 내부의 이견과 논쟁이 수면 위로 떠올랐다. 2012년 10월, 논쟁 끝에 리처드 윌리엄슨 주교는 성 비오 10세회 총장 베르나르 필레 주교에 의해 불순명을 이유로 성 비오 10세회에서 제명되었다.

## 제명 이후
성 비오 10세회에서 제명된 이후, 자신과 같이 회에서 제명됐거나 스스로 탈퇴한 다른 사제들과 함께 마르셀 르페브르 사제회이라는 새로운 가톨릭 전통주의자 단체를 조직했다. 현재 마르셀 르페브르 사제회 소속으로 활동하고 있다.

## 한국 관련
2012년 5월과 2013년 5월 두 번 한국을 방문했다. 베르나르 필레 주교의 방한과는 달리 리처드 윌리엄슨 주교의 방한은 한국 언론에 보도되지 않았다.